# Cheonan
Cheonan (kor. 천안시) – miasto w Korei Południowej, w prowincji Chungcheong Południowy. W 2004 liczyło 464 889 mieszkańców.

## Współpraca
- Stany Zjednoczone: Beaverton
- Chińska Republika Ludowa: Shijiazhuang, Wendeng
- Turcja: Büyükçekmece